# Народное ополчение Китая
Народное ополчение Китая (кит. трад. 解放軍民兵, упр. 解放军民兵, пиньинь Jiěfàngjūn mínbīng) — иррегулярная часть Вооружённых сил Китайской Народной Республики. За отряды ополчения отвечает Генеральный штаб Народно-освободительной армии Китая (НОАК).
В военное время под командованием военных ведомств ополчение действует в боевых операциях вместе с регулярной армией как вспомогательная сила, самостоятельно воюет с противником, а также служит источником пополнения войск. Народное ополчение выступает главным помощником и служит ключевым резервом НОАК. Народные ополченцы помогают в охране общественного порядка, проведении спасательных операций и ликвидации последствий стихийных бедствий. В мирное время народное ополчение несёт военно-подготовительную и тыловую службу, содействует поддержанию общественного порядка, борется с последствиями стихийных бедствий. На него также может возлагаться охрана границы. Участники народного ополчения продолжают работать на производстве.
«Закон КНР о воинской обязанности» предусматривает, что все годные к службе мужчины в возрасте 18-35 лет кроме призыва на действительную военную службу входят в систему народного ополчения и состоят на службе в запасе. Ополчение делится на кадровых и обычных народных ополченцев. Кадровые народные ополченцы — отставные солдаты в возрасте до 28 лет, лица, прошедшие военную подготовку, а также отобранные лица, проходящие военную подготовку. Кадровые народные ополченцы проходят подготовку на базах военного обучения. Среди отрядов кадровых ополченцев можно выделить отряды экстренного реагирования, объединенной противовоздушной обороны, разведывательной деятельности, обеспечения коммуникаций, осуществления строительных работ, транспортных перевозок, ремонта вооружений и др. Резервные ополченческие отряды включают в себя отряды боевого и тылового обеспечения. Остальные мужчины составляют обычных народных ополченцев. В случае необходимости в народное ополчение принимаются женщины.

## Численность
Согласно российским данным за 2003 год, численность народного ополчения составляла около 12 млн человек, из них кадровых народных ополченцев — 4-4,5 млн человек, обычных народных ополченцев — 7-7,5 млн человек.
По состоянию на 2013 год общая численность народного ополчения НОАК составляла 36,5 млн человек. В соответствии с системой тревог, введенной в НОАК, через 30 суток с момента введения общей мобилизации, народное ополчение перестаёт быть резервом армии и становится её частью. Таким образом, по завершении всеобщей мобилизации численность НОАК должна составлять около 40 млн человек.